# Montbel (Lozère)
Montbel es una comuna francesa situada en el departamento de Lozère, en la región de Occitania.

## Demografía
| 301 | 282 | 237 | 199 | 164 | 139 | 117 |
| Para los censos de 1962 a 1999 la población legal corresponde a la población sin duplicidades (Fuente: INSEE [Consultar]) |     |     |     |     |     |     |